# Meniscodon
Il meniscodonte (gen. Meniscodon) è un mammifero artiodattilo estinto, appartenente ai dicobunidi. Visse nell'Eocene medio (circa 40 - 37 milioni di anni fa) e i suoi resti fossili sono stati ritrovati in Europa.

## Descrizione
Questo animale doveva essere grande quanto un gatto selvatico e l'aspetto doveva richiamare vagamente quello di un odierno tragulo. Meniscodon doveva assomigliare molto al ben noto Dichobune, ma se ne differenziava per i molari superiori più larghi che lunghi, dal contorno assottigliato verso il lato linguale. Il primo e secondo molare superiori erano di forma quasi quadrata, mentre il terzo era subtriangolare. Il protoconulo era ben separato dal protocono ed era molto sviluppato, così come il metaconulo. I molari inferiori, di forma squadrata, erano dotati di un trigonide leggermente più alto del talonide; paraconide e metaconide erano fusi. I premolari inferiori erano corti; il quarto premolare era dotato di metaconide.

## Classificazione
Il genere Meniscodon venne descritto per la prima volta nel 1888 da Rutimeyer, sulla base di resti fossili ritrovati in terreni dell'Eocene medio in Svizzera; la specie tipo è Meniscodon picteti, rinvenuta anche in Germania, ma a questo genere è stata attribuita anche la specie M. europaeum, rinvenuta in Svizzera e in Francia. 
Meniscodon è un rappresentante dei dicobunidi, una famiglia di artiodattili arcaici solitamente di piccole dimensioni; sembra che Meniscodon possa essere derivato da forme simili agli arcaici diacodexidi, con ipoconi incipienti, ma le origini di questo genere non sono ben chiare. L'improvvisa apparizione di Meniscodon nelle faune dell'Eocene medio è stata vista come un evento di immigrazione dall'est, ma è anche possibile che Meniscodon si sia originato in Europa occidentale.